# Abel Tasman

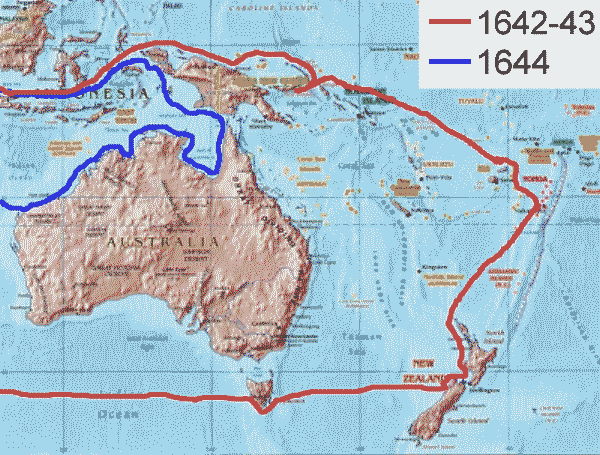
Rutterna för Tasmans två upptäcktsresor i Oceanien.

Abel Janszoon Tasman, född 1603 i Lutjegast utanför Grootegast i provinsen Groningen, Nederländerna, död 10 oktober 1659 i Batavia (nuvarande Jakarta på Java i Indonesien), var en nederländsk sjöfarare och upptäcktsresande. Tasman är den första kända europé som nått det som numera kallas Tasmanien, men även Nya Zeeland.

## Biografi
Abel Tasman föddes 1603 i Groningen i norra Nederländerna. De äldsta kända noteringarna om Tasman är från 1631 då han förlovade sig med 21-åriga Jannetje Tjaers.
Med utgångspunkt från den nederländska handelskolonin Batavia (grundad på Java 1619), där Tasman varit stationerad med sin familj sedan 1639 i Nederländska ostindiska kompaniets tjänst, genomförde han två långresor i Oceanien, den ena 1642‒1643 och den andra 1644. Under sin första resa nådde han Tasmanien, som sedermera blivit uppkallad efter honom men som han själv döpte till Anthoonij van Diemenslandt (efter sin gynnare Antonio van Diemen), och Nya Zeeland som han döpte till Staten Landt. När han seglade längs Nya Zeelands västra kust missade han Cooksundet och trodde därför att Nordön och Sydön var samma landmassa. På denna första resa kom han även till Tonga och Fiji. På sin andra resa seglade Tasman längs Australiens norra kust och kartlade denna.

## Utmärkelser
Asteroiden 6594 Tasman är uppkallad efter honom.